# Musée estonien du Judaïsme
Le musée du judaïsme (estonien : Eesti Juudi Muuseum) est un musée à Tallinn qui présente l'histoire et la culture des Juifs qui ont vécu et vivent  en Estoniekultuuri.

## Présentation
Le musée est consacré à l'histoire des Juifs estoniens, de l'établissement des communautés juives dans la première moitié du XIXe siècle à nos jours et montre leur contribution à la vie de l’Estonie.
Le musée a été ouvert le 17 décembre 2008 et comprend une exposition permanente, une bibliothèque avec salle de lecture, des archives numérisées accessibles par la page Web du musée et de grandes archives contenant une divers documents originaux, photographies et archives sonore.
Le musée est situé au 3ème étage du centre communautaire juif estonien,,.
La création du musée a été dirigée par Mark Rybak (1945-2018). Pour sa contribution aussi importante et significative à l'histoire de la communauté juive estonienne, il a été décoré de l'Ordre de l'Étoile blanche d'Estonie par le Président de la république d'Estonie, Toomas Hendrik Ilves en 2010.
Le musée est situé à l'adresse Karu tänav 16.
L'entrée au musée est gratuite